# Anna Donáth

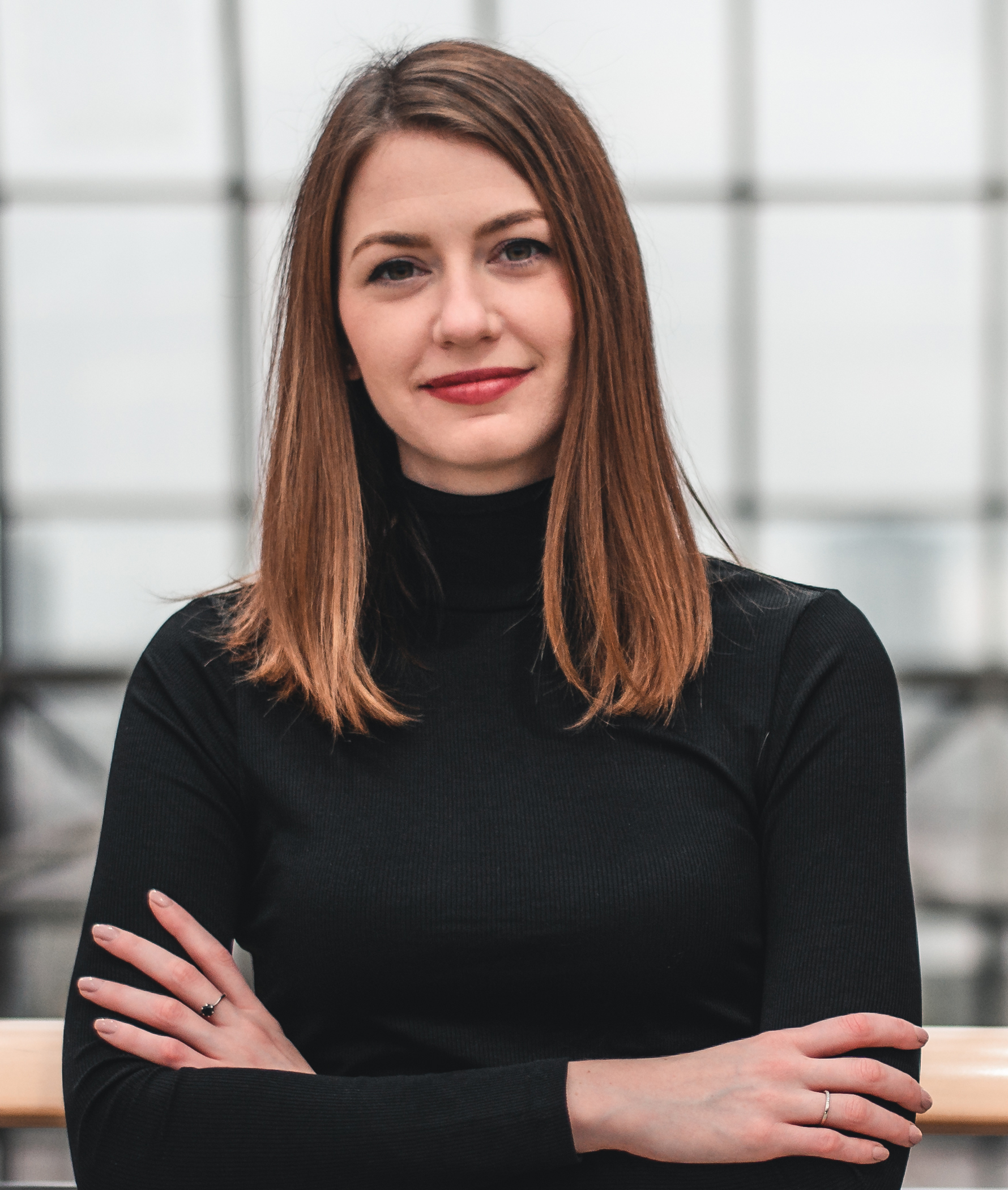
Anna Donáth (2019)

Anna Júlia Donáth (* 6. April 1987 in Budapest) ist eine ungarische Politikerin der Momentum-Bewegung. Vom 2. Juli 2019 bis zum 15. Juli 2024 war sie Mitglied des Europäischen Parlaments der Allianz der Liberalen und Demokraten für Europa (ALDE) in der Fraktion Renew Europe. Sie war von November 2021 bis Mai 2022 Parteivorsitzende der Momentum-Bewegung.

## Leben

### Ausbildung und Beruf
Anna Donáth wurde als Tochter des evangelischen Pastors und Politikers László Donáth, Abgeordneter der Ungarischen Sozialistischen Partei (Magyar Szocialista Párt, MSZP), geboren. Von 2006 bis 2012 studierte sie Soziologie an der Eötvös-Loránd-Universität in Budapest und an der Universiteit van Amsterdam sowie der Vrije Universiteit Amsterdam. Außerdem war sie Praktikantin bei der Europäischen Kommission in Brüssel sowie der Europäischen Kulturstiftung.

### Politik
2016 kehrte sie aus Amsterdam bzw. Brüssel nach Budapest zurück und wurde Mitglied jener Bürgerbewegung, aus der 2017 die Momentum-Bewegung hervorging, deren stellvertretende Parteivorsitzende sie war. Bei der Parlamentswahl in Ungarn 2018 kandidierte sie für Momentum-Bewegung, die Partei schaffte jedoch den Einzug ins Parlament nicht.
Bei der Europawahl in Ungarn 2019 erreichte die Momentum-Bewegung unter Spitzenkandidatin Katalin Cseh 9,93 Prozent der Stimmen und damit zwei Mandate im EU-Parlament. In der mit 2. Juli 2019 beginnenden 9. Wahlperiode des Europäischen Parlamentes ist Donáth volles Mitglied im Ausschuss für bürgerliche Freiheiten, Justiz und Inneres (LIBE) sowie stellvertretendes Mitglied im Ausschuss für Beschäftigung und soziale Angelegenheiten (EMPL) für die Allianz der Liberalen und Demokraten für Europa (ALDE) in der Fraktion Renew Europe.
Im November 2021 wurde sie als Nachfolgerin von András Fekete-Győr Parteivorsitzende der Momentum-Bewegung. Im Mai 2022 wurde Ferenc Gelencsér zu ihrem Nachfolger gewählt.
Für die Europawahl 2024 wurde Anna Donáth Spitzenkandidatin der Momentum-Bewegung, vor der Spitzenkandidatin der Wahl 2019 Katalin Cseh. Nach der Wahl schied sie im Juli 2024 aus dem EU-Parlament aus.